# زوترفاوده-دورب
زوترفاوده-دورب هي بلدة في هولندا تقع في مقاطعة جنوب هولندا . وهي جزء من بلدية زوترفاوده، وتقع على بعد حوالي 3.5 كم جنوب ليدن .
تعود أصولها إلى القرن الثالث عشر، وعلى الرغم من احتراق البلدة بأكملها في أواخر القرن السادس عشر، إلا أنه أعيد بناؤها في حوالي مائة عام، ثم اتسعت بشكل كبير على مدار القرن العشرين.

## روابط خارجية
- الموقع الرسمي لبلدية زوترفاوده
- مجموعة من المقالات عن تاريخ زوترفاوده-دورب على موقع زوترفاوده القديمة